# Фетиніно (Псковська область)
Фетиніно (рос. Фетинино) — присілок в Новосокольницькому районі Псковської області Російської Федерації.
Населення становить 7 осіб. Входить до складу муніципального утворення Насвинська волость.

## Історія
Від 2015 року входить до складу муніципального утворення Насвинська волость.

## Населення
| 2001 | 2002 | 2010 |
| ---- | ---- | ---- |
| 26   | ↗31  | ↘7   |